# Eleanor H. Porter
Eleanor Emily Hodgman Porter (Littleton, New Hampshire, 1868. december 19. – Cambridge, Massachusetts, 1920. május 21.) amerikai írónő.
Llewella French és Francis Fletcher Hodgman gyermekeként született. Pályafutását énekléssel kezdte.
1892-ben házasodott össze John Lyman Porterrel. Ezután kezdett írni. Legsikeresebb könyve az Élet játéka-Pollyanna volt, mely a legkelendőbb regények közé tartozott az Amerikai Egyesült Államokban. E könyv után több novellát is kiadott.

## Magyarul megjelent művei
- Az élet játéka, regény; fordította: Forscher Irma; Palladis, Budapest, 1943
- Az öröm játéka örök; fordította: Horváth Andrea; Szt. Gellért, Budapest, 2004
- Miss Billy, regény; fordította: Ludman Anita; Könyvmolyképző, Szeged, 2008 (Lányszoba)
- Az öröm játéka örök; fordította: Horváth Andrea; 2. átdolg. kiad.; Szt. Gellért, Budapest, 2010